# Aulodesmus perarmatus
Aulodesmus perarmatus är en mångfotingart som beskrevs av Hoffman 1966. Aulodesmus perarmatus ingår i släktet Aulodesmus och familjen Gomphodesmidae. Inga underarter finns listade i Catalogue of Life.